# Disperis wealei
Disperis wealei är en orkidéart som beskrevs av Heinrich Gustav Reichenbach. Disperis wealei ingår i släktet Disperis och familjen orkidéer. Inga underarter finns listade i Catalogue of Life.